# Black T Igwe
Black T Igwe anciennement connu sous le nom de Black T, de son nom à l’état civil Eric Yaw Otu, né à Obuasi au Ghana, est un chanteur, arrangeur musical, beatmaker et auteur-compositeur-interprète togolais d'origine ghanéenne,,.
Il est installé au Togo depuis 1999 où il y mène activement ses activités musicales sous son label discographique Black Music Production devenu Wish Me Well Music (WMWM) et du collectif Chronos'One Family, réunissant des talents comme Etane Blex,, B4L.

## Origine et formation
Depuis son enfance, Il nourrit une passion pour la musique, malgré l'opposition de ses parents. En 2002, il commence sa formation en ingénierie musicale en autodidacte au sein d'Andigo Music Production au Ghana, avant de s’installer à Lomé en 2004. Puis, il intègre l’équipe du studio Dodo Production avant de retourner au Ghana en 2006 pour se perfectionner dans les techniques de réalisations musicales. Il revient s'installer définitivement à Lomé pour approfondir ses compétences auprès de Joel Azeto au sein de Rovers Records.

## Carrière musicale

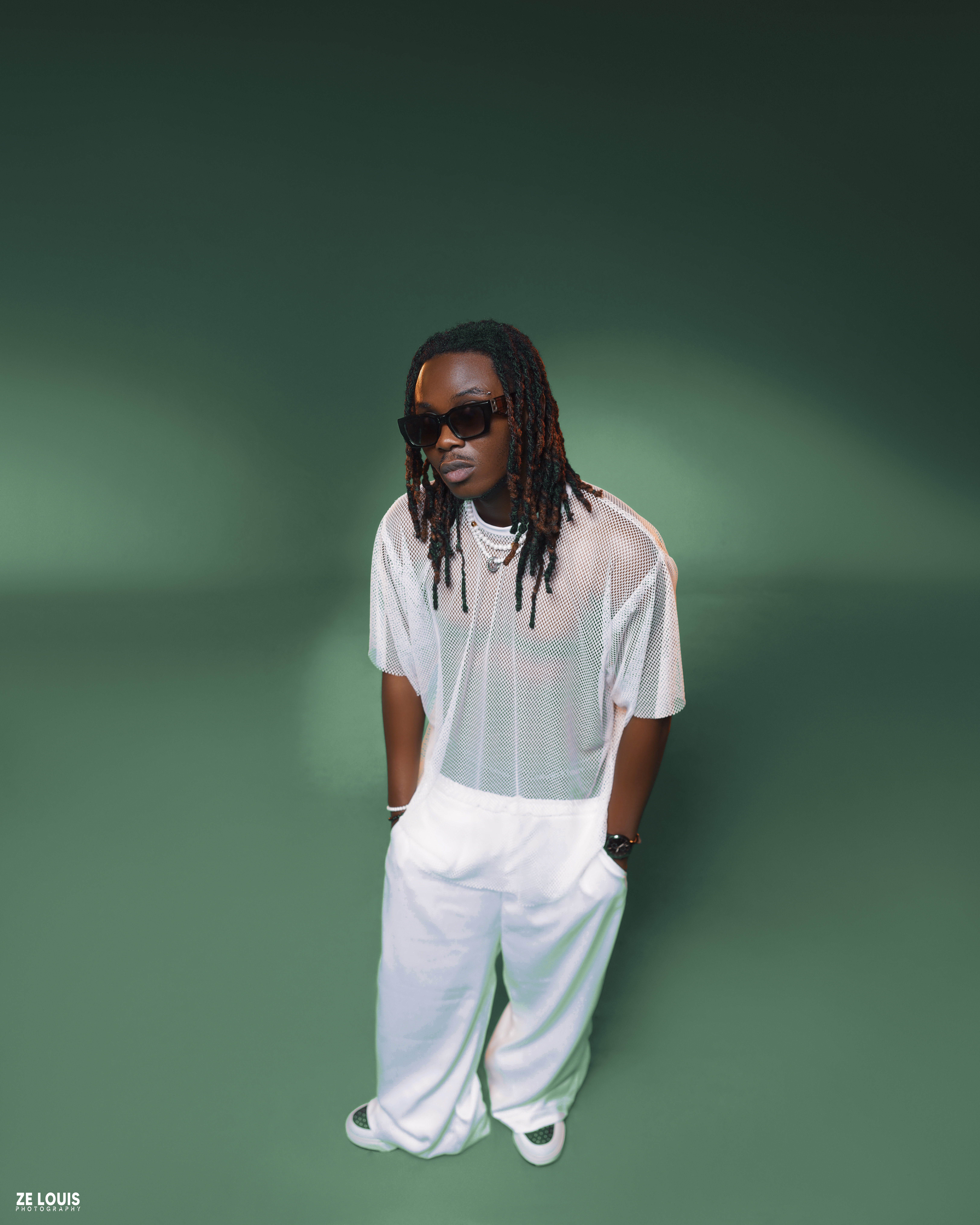
Black T Igwe au studio en 2024

Black T Igwe est un artiste polyvalent en abordant des réalités sociales sur un style mélangé d'Afrobeat, Afropop et de RnB, En 2004, il sort  son premier single à succès, Alonmé Mano, sorti sous le label Be Real Production, consolidant ainsi sa notoriété au Togo,.
De retour en 2009 avec les singles Alognedzi Kede qui domine les classements locaux et crée par la même occasion son propre studio Black Music Production et produit sous le collectif Chronos'One Family des chansons pour des artistes comme Etane Blex et B4L,...
Bien qu'il soit originaire de la région d'Ashanti Black T Igwe a reçu des récompenses au Togo, et même produit musicalement des chanteurs togolais tels que Wedy et Most Wanted, et un featuring avec King Mensah et d'autres chanteurs ouest-africaine commeː Mink's (Cameroun),, Bisa Kdei, Kelvyn Boy (Ghana), Shado Chris, Mike Alabi (Côte d’Ivoire), Floby et Rich M'dali (Burkina Faso), Vano Baby et  Zeynab (Bénin),.

## Carrière de production musicale
Parallèlement à sa musique, Black T Igwe excelle en tant que arrangeur musical, beatmaker et producteur principalement au Ghana et au Togo, , contribuant à l'émergence des jeunes chanteurs et avec des projets comme Tognea Negble et Kpognoede, Djaglan, Mamamouna dans son label discographique Black Music Production ou sous son collectif Chronos One Family,.

## Signature avec KEFA Entertainment
En 2022, Black T Igwe rejoint KEFA Entertainment, un label ghanéen avec des antennes au Ghana et au Togo. Lors d’une soirée de presse à hôtel IOKA au Togo, il a été officiellement présenté comme le nouvel artiste du label. Cette collaboration vise à élever sa carrière à de nouveaux sommets, en renforçant sa visibilité et sa créativité.
KEFA Entertainment a déjà contribué en  2021 à la production de collaborations marquantes, comme son duo avec le camerounais Bisa Kdei dans It’s Over dont la vidéo officielle a dépassé 270 000 vues sur YouTube,.

## Scènes et Concerts
La liste de quelques concerts notables
- 2017 ː Récompenses des douze Héros de l'année (Togo)
- 2018 ː Tournée Nationale pour l'Indépendance du Togo
- 2018 ː Urban Concert à The Omnisport Stadium (Lomé, Togo).
- 2018 ː Live au Burkina Faso[30]
- 2018 ː Gabon Media Tour & Concert.
- 2020 ː invité au concert de des 24 ans de carrière de king Mensah[31]
- 2020 ː Concert sur l'esplanade du Palais des congrès de la ville à kara[32]
- 2020 ː 12e édition du Forum National du Paysan Togolais[33]
- 2019 à 2022 :Tournée Européenne[1]

## Événements
- 2018 : Conférence à  MINT Hôtel  et intronisation du « Igwe » [note 1] de Black T par  Reiyel Com et Events le 23 novembre au Palais des congrès de Lomé à la demande du public[34],[35].

## Discographie

### Albums
- 2019 : Boto[16],[12]

### Singles
- 2014 : Mikui
- 2016 : Mépivi feat Agbeshie[36]
- 2012 : Mapko Ndé
- 2013 : Tognea Negble
- 2015 : Jeunes Vaillants
- 2015:  Maman Mouna
- 2016 : Kpognoede
- 2013 : Vonvon Nonto (VVNT)
- 2014 : I wanna know
- 2012 : Edzodjinam
- 2015 : Fire Burn Them[37]
- 2016 : Come back
- 2017 : Shine Your Eyez
- 2017 : Abandon (featuring Mink's)[38]
- 2017 : Menopoz (featuring R-Quenny)
- 2018 : Djaglan (featuring Etane Blex & B4l)[39]
- 2018 : Boto
- 2018 : Boto (featuring Nasty Nesta) [Remix][40]
- 2018 : Oshee (featuring Pikaluz)[41],[42]
- 2019 : Kalkul pas (featuring Athiass Lamouziki)
- 2019 : Olevon (featuring Etane Blex)
- 2019 : Jamais abandonner (featuring King Mensah)
- 2019 : Les gos (featuring Nasty Nesta)
- 2020 : Miawotchan
- 2020 : Ayoo (featuring El Miliaro)
- 2020 : Volume[43]
- 2017 : Togozik Igwe
- 2021 : It's Over (featuring Bisa Kdei)[7]
- 2022 : Asiwoaledi
- 2022 : Humm humm (featuring Shado Chris)[44]
- 2022 : Mawuyé (featuring Lauraa & Ghettovi & Six-c Watson & Lunick & El Miliaro, Mr Kurones)
- 2023 : Ma Dudu[45]
- 2023 : Okou[16]
- 2023 : Komio (featuring Beni J)[16][46]
- 2023 : Winner (featuring Ghettovi)[47], [48]
- 2024 : Ewone (featuring Rejoyce Povi)[16]
- 2024 : Komio (featuring Zeynab) [Remix][49]
- 2024 : God Bless You (featuring Kelvyn Boy)
- 2024 : Tsinguinin[50]
- 2024 : Vis ta vie Tsinguinin 2
- 2025 : Akpagnin (featuring  G melo Beatz & Six-c Watson)[51]

## Distinctions

### Récompenses
- Quatre trophées par All Music Awards au Togo[26] dont le trophée du tube de l’année avec » VVNT » (Vonvon nonto)[6] en 2013 ːet la nomination dans la catégorie musique urbaine, artiste masculin de l'année, meilleur beatmaker  avec son label Black Music Production en 2017[6],[52].
- Neuf trophées par  The Heroes 228 au Togo[26],[53].
- Récompense à la La Nuit Des Imbattables en 2009 :[26].
- Récompense par la TV2 au Togo
- Agoe Show Award
- Kara Award Music[1]